# Ludwig Block
Ludwig Block (* 26. Juni 1860 in Wendelsheim im Landkreis Alzey-Worms; † 4. Januar 1930 in Darmstadt) war ein deutscher Oberforstmeister.

## Leben
Ludwig Block war ein Sohn des Forstmeisters Wilhelm Block (1826–1902) und dessen Ehefrau Johanne Ferdinande Frey (1831–1883). Er war der ältere Bruder des späteren Staatsrats Rudolf Block (1865–1953) und absolvierte nach dem Abitur ein Studium der Forstwissenschaften an der Justus-Liebig-Universität Gießen, wo er Mitglied des Corps Hassia-Gießen zu Mainz war. 1889 war er als Forstinspektor tätig und übernahm 1894 die stellvertretende Leitung der Theodorshalle (Gradierwerk bei Bad Kreuznach) und wurde im Jahr darauf Salineninspektor.
1896 wurde er Oberförster in Schotten, wechselte 1900 in gleicher Funktion in die Oberförsterei Schaafheim bei Babenhausen, wo er 1904 Forstmeister wurde. 1912 wurde er Forstmeister in Bensheim und 1920 in Offenbach am Main. 1922 zum Forstrat befördert, stieg er 1924 zum Oberforstmeister auf und ging in dieser Position 1926 in den Ruhestand.

### Familie
Block war mit Mathilde Münch (1871–1926) verheiratet, mit der er den Sohn Werner (* 1893; † 1914 in Frankreich) und die Tochter Hildegard (* 1896, Lehrerin) hatte.

### Auszeichnungen
- 1912 Verdienstorden Philipps des Großmütigen Ritterkreuz I. Klasse